# Pica del Jierru
La Pica del Jierru, Pica del Jierro, o Pico del Jierro es un pico calcáreo situado en el macizo oriental de los Picos de Europa (o de Ándara). Tiene una altitud de 2425 m s. n. m., y es parte del pequeño macizo de los Picos del Fierro, cuya mayor altura está en la Morra de Lechugales (2441 m s. n. m.), que es también la cota más alta del macizo oriental de los picos.
El origen etimológico del topónimo es desconocido. Aunque en este macizo hubo explotaciones mineras, no se conoce que se haya extraído  hierro en este monte, mineral al que en alguna variante asturleonesa se le nombra jierru. Otra posibilidad es que el nombre del pico haga referencia a la presencia en el mismo de un híbrido de festuca, planta herbácea frecuente en pastos alpinos que según el botánico Herminio Nava, citando a José Antonio Odriozola Calvo recibe el nombre de "jierru" en la zona por ser sus hojas punzantes (¿como clavos de hierro?) De la misma opinión es el catedrático de botánica Díaz González.